# Hort de la Font (Bóixols)

L'Hort de la Font, respecte del terme d'Abella de la Conca

L'Hort de la Font és una petita partida rural del terme municipal d'Abella de la Conca, a la comarca del Pallars Jussà, en territori del poble de Bóixols.
Està situada a prop del poble, al seu nord-oest, a l'esquerra del barranc de Cal Mascarell.
Comprèn les parcel·les 204 del polígon 3 d'Abella de la Conca, i consta de 0,3460 hectàrees amb conreu de secà i bosquina.